# Jardín del Obispo

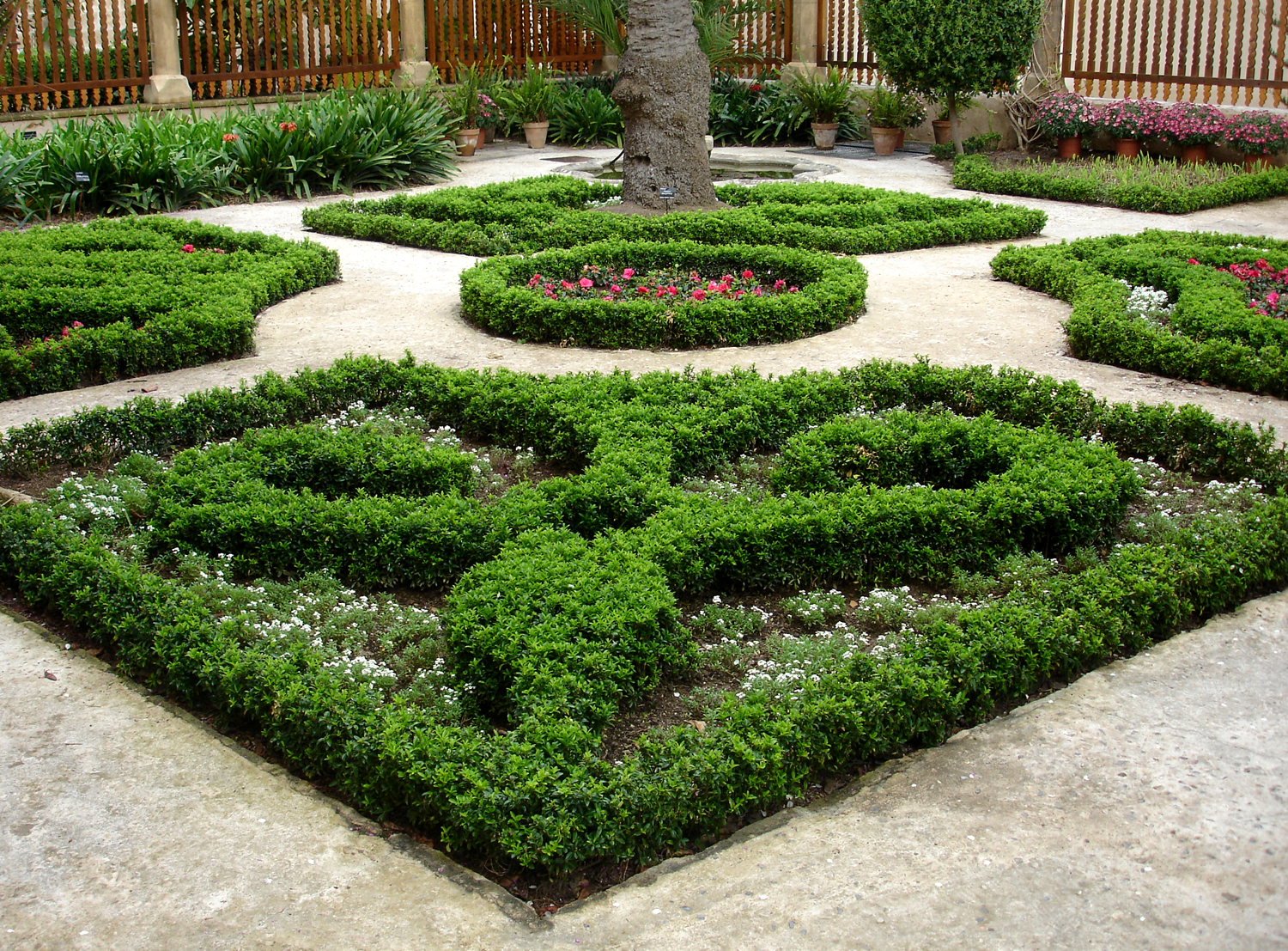
Zona ornamental del Jardí del Bisbe

El Jardín del Obispo (en mallorquín, Jardí del Bisbe) es una espacio natural del Obispado de Mallorca, ubicado en Palma (España).
El espacio mantiene la distribución clásica de los jardines de las casas señoriales de Palma, con divisiones para los frutales, hortalizas y una zona ornamental. A partir del año 2000, el Ayuntamiento de Palma empezó a restaurarlo y mantenerlo.

## Inventario botánico
1. Cupressus sempervirens  - Ciprés
2. Laurus nobilis - Laurel
3. Fortunella margarita - Kumquat
4. Citrus madurensis - Calamondin
5. Citrus × sinensis - Naranjo dulce
6. Citrus reticulata - Mandarino
7. Citrus × limon - Limonero
8. Citrus × paradisi - Pomelo
9. Euphormia pulcherrima - Flor de Pascua
10. Punica granatum - Granado
11. Eriobotrya japonica - Nisperero del Japón
12. Sorbus aucuparia - Serbal de los cazadores
13. Ziziphus jujuba - Azufaifo
14. Pyrus comunis - Peral
15. Phoenix dactylifera - Palmera datilera
16. Cercis siliquatrum - Árbol del amor
17. Clivia miniata - Clivia
18. Agaphantus africanus - Agapanto
19. Bougainville glabra - Bouganvilia
20. Nymphaea alba - Nenúfar
21. Ciperus alternifolius - Papiro
22. Evonimus pulchellus - Evonimo enano
23. Fragaria vesca - Fresa
24. Thymus vulgaris - Tomillo
25. Salvia rosmarinus - Romero
26. Mentha longifolia - Hierbabuena
27. Ruta graveolens - Ruda
28. Lippia citriodora - Hierba Luisa
29. Santolina chamaecyparus - Abrótano hembra
30. Cynara scolymus - Alcachofas